# Marxismo instrumental
El marxismo instrumental es un enfoque de la filosofía marxista que sostiene que los responsables políticos en el gobierno y en puestos de poder tienden a "compartir un trasfondo empresarial o de clase común, y que sus decisiones reflejarán sus intereses empresariales o de clase". Percibe el papel del Estado como más personal que impersonal, donde acciones como el nepotismo y el favoritismo son comunes entre quienes están en el poder y, como resultado de esto, los antecedentes compartidos entre la élite económica y la élite estatal son discernibles. La teoría sostiene que debido a la alta concentración de riqueza dentro del Estado, las acciones de los actores estatales buscan asegurar y aumentar su riqueza mediante la aprobación de políticas que benefician a la clase económicamente superior. También se observa que los empresarios convertidos en políticos que tienen voz y voto en la formulación de políticas "no es muy probable, de todos modos, que encuentren mucho mérito en políticas que parecen ir en contra de lo que ellos conciben como los intereses de las empresas". El marxismo instrumental tiende a considerar al Estado y a la ley como, en última instancia, un instrumento o herramienta que los individuos de la clase económicamente dominante pueden utilizar para sus propios fines, en particular para mantener la explotación económica y al mismo tiempo promover el asentimiento ideológico a su hegemonía.
El sociólogo y autor marxista británico Ralph Miliband es considerado a menudo el principal defensor de esta teoría, sin embargo algunos lo discuten. La propuesta de Miliband de una teoría marxista del Estado, en su libro El Estado en la sociedad capitalista fue famosamente criticada por Nicos Poulantzas, lo que condujo al debate Miliband-Poulantzas: un debate entre el marxismo instrumental y el marxismo estructural.